# キラーイ・エデ
キラーイ・エデ（ハンガリー語: Király Ede, 1929年2月22日 - 2009年8月10日）は、ハンガリー・ブダペスト出身の男性フィギュアスケート選手（男子シングル、ペア）。パートナーはケーケシ・アンドレア。
1948年サンモリッツオリンピックペア銀メダリスト。1949年世界フィギュアスケート選手権ペア優勝。1950年ヨーロッパフィギュアスケート選手権男子シングル優勝。

## 経歴
- シングルとペアの両方で活躍。
- 1948年サンモリッツオリンピックでペア銀メダル獲得。
- 1949年世界フィギュアスケート選手権ペア優勝。
- 1950年ヨーロッパフィギュアスケート選手権男子シングル優勝。

## 主な戦績

### 男子シングル
| 大会/年      | 1947-48 | 1948-49 | 1949-50 |
| ------------ | ------- | ------- | ------- |
| オリンピック | 5       |         |         |
| 世界選手権   | 3       | 2       | 2       |
| 欧州選手権   | 4       | 2       | 1       |

### ペア
| 大会/年      | 1947-48 | 1948-49 |
| ------------ | ------- | ------- |
| オリンピック | 2       |         |
| 世界選手権   | 2       | 1       |
| 欧州選手権   | 1       | 1       |